# Vasilij Žitarev
Vasilij Georgievič Žitarev (in russo Василий Георгиевич Житарев?; trasl. angl. Vasily Georgievich Zhitarev; Mosca, 13 gennaio 1891 – Mosca, 13 aprile 1961) è stato un calciatore russo, di ruolo attaccante.

## Carriera

### Club
Ha cominciato la carriera nel KFS Mosca. In seguito ha giocato per 7 stagioni nel Zamoskvoretsky di Mosca, per poi tornare nuovamente al KFS.
Chiuse la carriera alla Dinamo

### Nazionale
È stato convocato per i giochi olimpici del 1912, disputando la prima storica partita della nazionale russa contro la Finlandia, proprio alle Olimpiadi. Giocò anche la seconda partita, valida per il torneo di consolazione, contro la Germania.
Il suo primo gol in nazionale risale all'amichevole con la Norvegia disputata due giorni dopo la gara con la Germania. Due anni più tardi siglò una doppietta in amichevole contro la Svezia.
Disputò tutte le otto gare della nazionale russa, mettendo a segno quattro reti, risultando così il più prolifico marcatore russo di epoca imperiale.

## Statistiche

### Cronologia presenze e reti in Nazionale
| Cronologia completa delle presenze e delle reti in nazionale ― Russia | Cronologia completa delle presenze e delle reti in nazionale ― Russia | Cronologia completa delle presenze e delle reti in nazionale ― Russia | Cronologia completa delle presenze e delle reti in nazionale ― Russia | Cronologia completa delle presenze e delle reti in nazionale ― Russia | Cronologia completa delle presenze e delle reti in nazionale ― Russia | Cronologia completa delle presenze e delle reti in nazionale ― Russia | Cronologia completa delle presenze e delle reti in nazionale ― Russia |
| Data                                                                  | Città                                                                 | In casa                                                               | Risultato                                                             | Ospiti                                                                | Competizione                                                          | Reti                                                                  | Note                                                                  |
| --------------------------------------------------------------------- | --------------------------------------------------------------------- | --------------------------------------------------------------------- | --------------------------------------------------------------------- | --------------------------------------------------------------------- | --------------------------------------------------------------------- | --------------------------------------------------------------------- | --------------------------------------------------------------------- |
| 30-6-1912                                                             | Traneberg                                                             | Finlandia                                                             | 2 – 1                                                                 | Russia                                                                | Olimpiadi 1912                                                        | -                                                                     |                                                                       |
| 2-7-1912                                                              | Solna                                                                 | Germania                                                              | 16 – 0                                                                | Russia                                                                | Olimpiadi 1912                                                        | -                                                                     |                                                                       |
| 4-7-1912                                                              | Traneberg                                                             | Norvegia                                                              | 2 – 1                                                                 | Russia                                                                | Amichevole                                                            | 1                                                                     |                                                                       |
| 14-7-1912                                                             | Mosca                                                                 | Russia                                                                | 0 – 12                                                                | Ungheria                                                              | Amichevole                                                            | -                                                                     |                                                                       |
| 4-5-1913                                                              | Mosca                                                                 | Russia                                                                | 1 – 4                                                                 | Svezia                                                                | Amichevole                                                            | 1                                                                     |                                                                       |
| 14-9-1913                                                             | Mosca                                                                 | Russia                                                                | 1 – 1                                                                 | Norvegia                                                              | Amichevole                                                            | -                                                                     |                                                                       |
| 5-7-1914                                                              | Solna                                                                 | Svezia                                                                | 2 – 2                                                                 | Russia                                                                | Amichevole                                                            | 2                                                                     |                                                                       |
| 12-7-1914                                                             | Kristiania                                                            | Norvegia                                                              | 1 – 1                                                                 | Russia                                                                | Amichevole                                                            | -                                                                     |                                                                       |
| Totale                                                                |                                                                       | Presenze                                                              | 8                                                                     |                                                                       | Reti                                                                  | 4                                                                     |                                                                       |